# Filippino Lippi
Filippino Lippi (ca. 1457 a Prato: † 1504 a Florència) fou un pintor italià del Renaixement. El traç nerviós i la paleta tirant a fosca de la seva obra tardana en fan un precursor del manierisme.
Lippi va aprendre l'ofici al taller del seu pare, Fra Filippo Lippi. La seva obra primerenca va rebre la influència del pintor Sandro Botticelli. A més, les seves obres reben una forta inspiració de la pintura flamenca. Lippi va passar un temps a Roma, on va estudiar peces de l'antiguitat clàssica. Entre 1482 i 1484, va completar els frescos de Masaccio a la capella Brancacci de S. Maria del Carmine (Florència).

## Obres escollides
- Visió de Sant Bernat (pels volts de 1486, Florència)
- Cicle de frescos de la capella Strozzi, Santa Maria Novella: Escenes de la vida dels sants Joan i Filip (aprox. 1497-1502, Florència)
- Noces místiques de santa Catarina (1501, Bolonya)
- Martiri de sant Sebastià (Gènova)